# Noah Powder
Noah Powder (Edison, New Jersey, Estados Unidos, 27 de octubre de 1998) es un futbolista profesional estadounidense-trinitario que juega como defensa en el Westchester SC de la USL League One. Representa a la selección nacional de Trinidad y Tobago.

## Clubes
Powder comenzó su carrera en la New York Red Bulls Academy y entrenó con el primer equipo de los New York Red Bulls durante la temporada 2015. Hizo su debut profesional con los New York Red Bulls II el 26 de marzo de 2016 contra el Toronto FC II. Comenzó el juego y jugó el partido completo cuando Red Bulls II empató el partido 2-2. El 7 de septiembre de 2016, Powder anotó sus dos primeros goles como profesional en la victoria por 4-1 sobre los Harrisburg City Islanders, lo que ayudó a los Red Bulls a hacerse con el Campeonato de la temporada regular de la USL de 2016.
El 14 de julio de 2017 Powder firmó su primer contrato profesional con New York Red Bulls II. El 2 de septiembre de 2017, Powder anotó su primer gol de la temporada para los Red Bulls en un tiro libre en la victoria por 4-2 sobre Tampa Bay Rowdies.
Después de que terminó la temporada 2017, se anunció que Powder y Red Bulls II habían acordado separarse mutuamente.
Powder se unió al Orange County SC de la USL para la temporada 2018.
El 23 de enero de 2019, Powder se unió al club Real Monarchs de la USL.
El 24 de septiembre de 2020, se anunció que Powder se mudaría al Real Salt Lake de la MLS de Real Monarch para la temporada 2021. Después de la temporada 2021, Salt Lake rechazó la opción de contrato de Powder.
Powder firmó con Indy Eleven del USL Championship el 14 de enero de 2022.
El 5 de julio de 2022, Powder fue traspasado al FC Tulsa a cambio del portero Sean Lewis.

## Selección nacional
Powder es elegible para jugar para los Estados Unidos por nacimiento, o Trinidad y Tobago, a través de su padre. En 2015, rechazó una convocatoria de los Estados Unidos expresando su preferencia por seguir siendo parte del proceso de Trinidad y Tobago.
Powder jugó para la selección nacional de fútbol sub-17 de Trinidad y Tobago en 2015 como capitán del equipo. En 2016 recibió su primera convocatoria a la selección Sub 20.

## Estadísticas
| Club                  | Temporada     | Liga          | Liga     | Liga  | Playoffs | Playoffs | US Open Cup | US Open Cup | CONCACAF | CONCACAF | Total    | Total |
| Club                  | Temporada     | División      | Partidos | Goles | Partidos | Goles    | Partidos    | Goles       | Partidos | Goles    | Partidos | Goles |
| --------------------- | ------------- | ------------- | -------- | ----- | -------- | -------- | ----------- | ----------- | -------- | -------- | -------- | ----- |
| New York Red Bulls II | 2016          | USL           | 18       | 2     | 2        | 0        | –           | –           | –        | –        | 20       | 2     |
| New York Red Bulls II | 2017          | USL           | 10       | 1     | 0        | 0        | –           | –           | –        | –        | 10       | 1     |
| New York Red Bulls II | Total         | Total         | 28       | 3     | 2        | 0        | 0           | 0           | 0        | 0        | 30       | 3     |
| Orange County SC      | 2018          | USL           | 21       | 3     | 1        | 0        | 1           | 0           | –        | –        | 23       | 3     |
| Carrera total         | Carrera total | Carrera total | 49       | 6     | 3        | 0        | 1           | 0           | 0        | 0        | 53       | 6     |

## Logros
New York Red Bulls II
- USL Cup 2016

Real Monarchs
- USL Cup 2019